# Bud Grant
Bud Grant, geboren als Harry Peter Grant Jr., (* 20. Mai 1927 in Superior, Wisconsin; † 11. März 2023 in Bloomington, Minnesota) war ein US-amerikanischer American-Football-Spieler und -Trainer in der National Football League (NFL). Bekannt wurde er vor allem durch seine Erfolge als Head Coach der Minnesota Vikings, mit denen er 1969 Meister der NFL wurde und viermal den Super Bowl erreichte.

## Karriere

### Spieler
Grant wurde 1950 in der NFL Draft von den Philadelphia Eagles ausgewählt, obwohl er in der NBA Draft von 1949 bereits von den Minneapolis Lakers verpflichtet worden war. Grant entschied sich nach der Meisterschaft 1949 ein weiteres Jahr Basketball zu spielen. Danach entschied er, seine Basketball-Karriere zu beenden und fragte bei den Eagles an, welche ihn unter Vertrag nahmen. Er spielte in seinem ersten NFL-Jahr als Defensive End und wechselte die Saison darauf auf die Position des Wide Receivers. Als letzterer gelangen ihm 56 gefangene Pässe für 997 Yards und sieben Touchdowns. Obwohl die Philadelphia Eagles bereit waren, Grants Vertrag zu verlängern, entschied dieser in die Vorläuferliga der Canadian Football League (CFL) zu wechseln. Bei den Winnipeg Blue Bombers blieb er bis 1956 und beendete dort seine aktive Karriere.

### Trainer

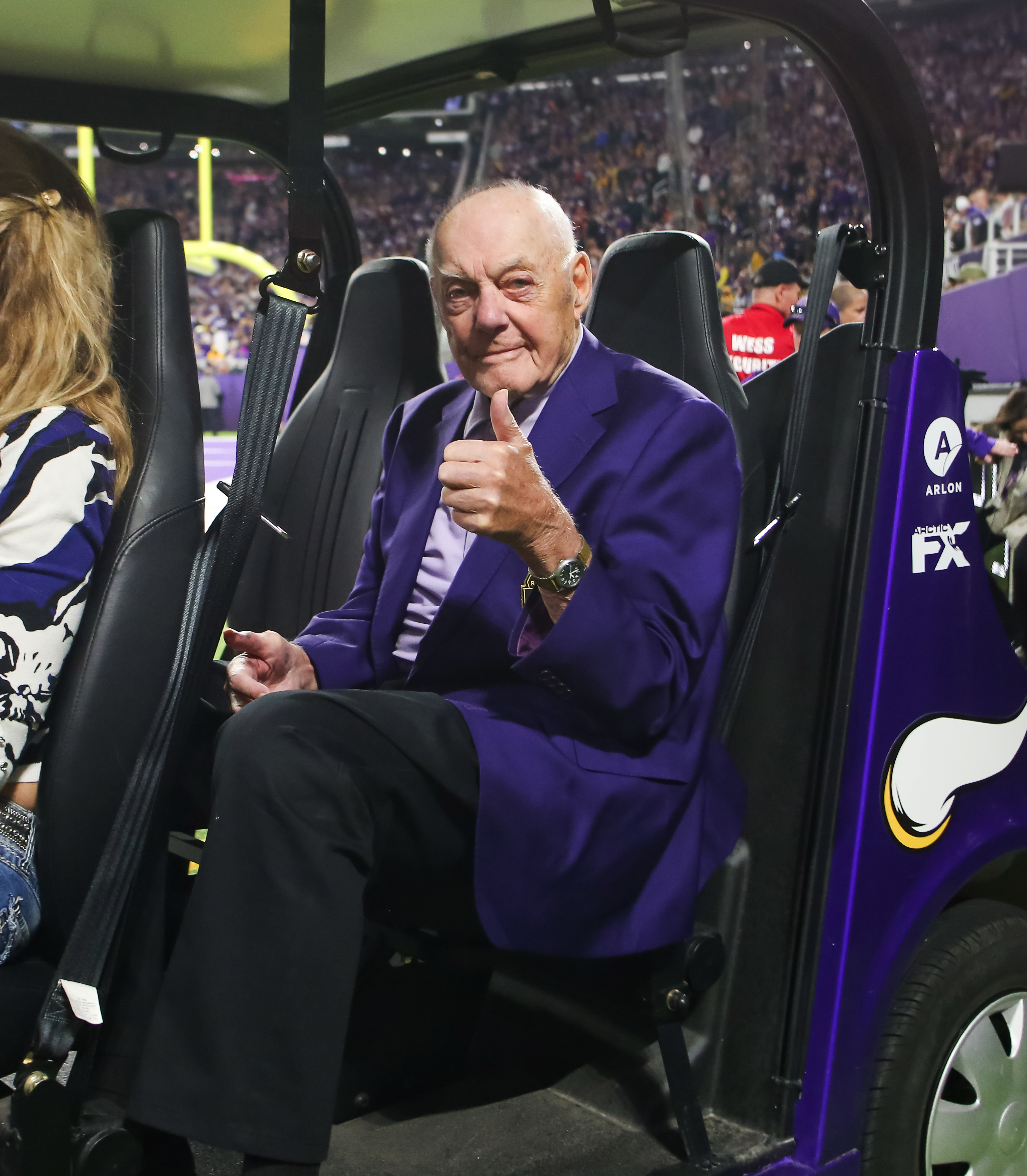
Bud Grant (2019)

Zufällig suchten die Blue Bombers am Saisonende einen neuen Trainer. Der damalige Vereinspräsident J.T. Russell setzte sein Vertrauen in Grant und überließ ihm das Amt des Head Coachs. Er führte das Team in zehn Spielzeiten sechs Mal in den Grey Cup und gewann ihn vier Mal. 1965 wurde er zum CFL-Coach des Jahres gewählt. Er kam bei den Winnipeg Blue Bombers auf insgesamt 122 Siege bei 66 Niederlagen und drei Unentschieden. 1967 gelang es dem Gründer der Minnesota Vikings, Max Winter, Grant als Head Coach zu verpflichten, nachdem dieser 1961 bereits ein Angebot abgelehnt hatte.
Auch bei den Vikings feierte Bud Grant schnell erste Erfolge. Bereits in seinem zweiten Jahr führte er das Team zum ersten Mal in die Play-offs. Ein Jahr später konnte er diese Leistung nochmals überbieten, wurde Meister der NFL und scheiterte erst im Super Bowl IV an den Kansas City Chiefs. Es folgten drei weitere Super Bowls (VIII, IX und XI), die Grant mit den Vikings ebenfalls verlor. Nach Ende der Saison 1983 zog er sich aus dem Amt zurück. Aufgrund der Erfolglosigkeit unter Head Coach Les Steckel sprang Bud Grant 1985 ein weiteres Jahr ein, beendete mit Ende der Saison aber endgültig sein Trainerengagement.